# Bredershof

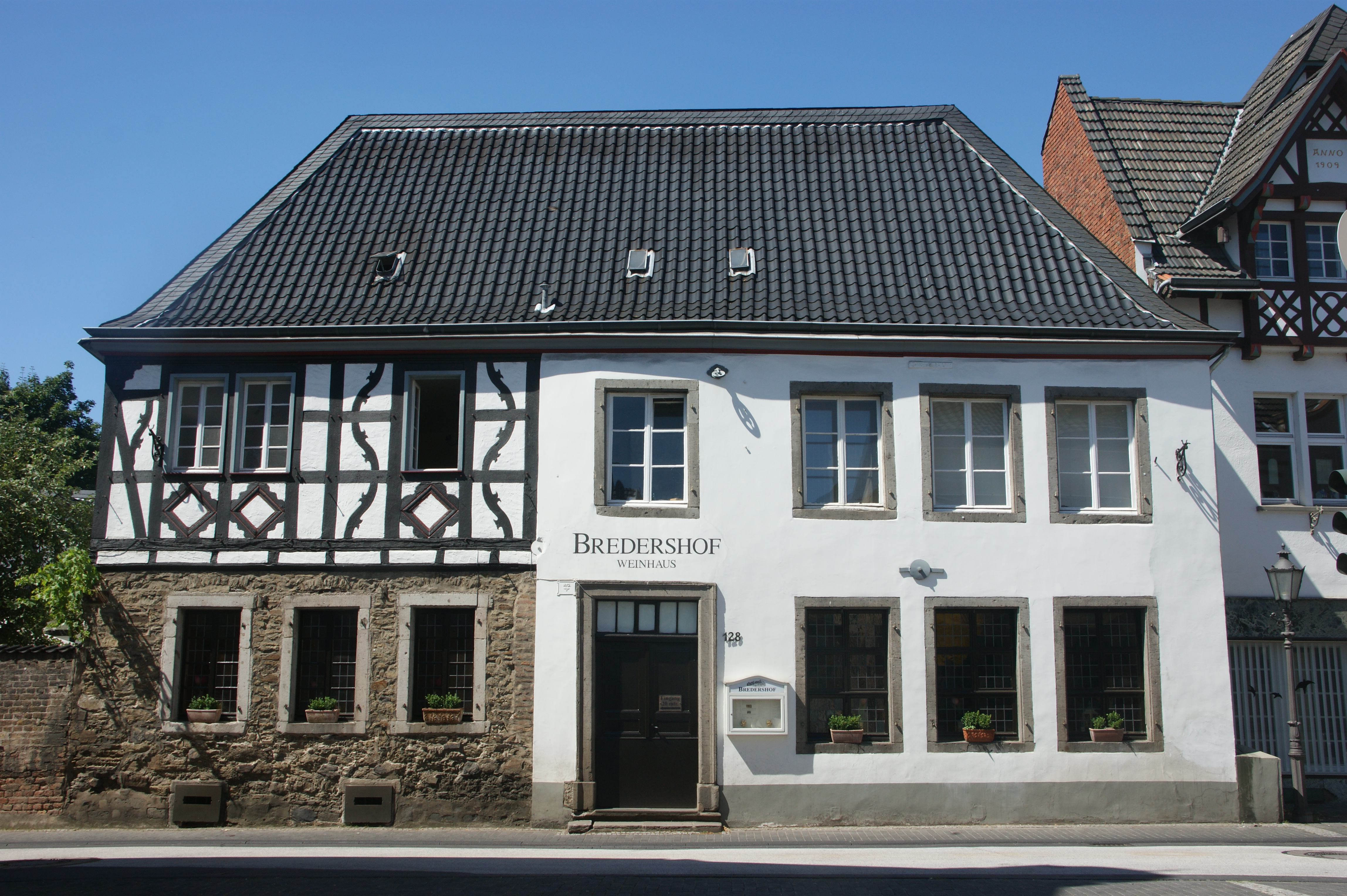
Der Bredershof (2010)

Der Bredershof (früher auch Brederhof) ist eine Hofanlage in Niederdollendorf, einem Ortsteil der Stadt Königswinter im nordrhein-westfälischen Rhein-Sieg-Kreis. Er liegt an der Hauptstraße (Hausnummer 128). Der Bredershof steht als Baudenkmal unter Denkmalschutz.

## Geschichte
Der Bredershof geht auf einen Freihof aus dem 17. Jahrhundert zurück, der den Junkern des Geschlechts von Breder gehörte, und wird dem fränkischen Hoftyp zugeordnet. Breder bzw. Bredder ist ein Name, der urkundlich erstmals im 16. Jahrhundert erwähnt wurde. Der Bredershof gehörte zu den einstmals sechs Freihöfen, die einen Geschworenen in das sog. Markgedinge des Kirchspiels Niederdollendorf entsendeten. Im 18. Jahrhundert war er Sitz des Richters des Amtes Löwenburg von Weiler. Um 1840 wurde der Bredershof von einem Winzer bewirtschaftet. Ab etwa 1882 diente er nach einem Besitzerwechsel weiterhin als Weingut, in der nachfolgenden Zeit kamen durch Ankauf weitere landwirtschaftlich genutzte Ländereien hinzu. Im Sommer 1894 erhielt der Betreiber eine Ausschankgenehmigung für Wein und Kaffee. Auf einem zugehörigen Grundstück am Sumpfweg entstand als Restaurant der „Rheinpavillon Brederhof“. 1936 wurde das Weinkellergewölbe erweitert. Nach Aufgabe des Winzerbetriebs wurde der Bredershof, der das letzte Weingut in Niederdollendorf war, 1974 als Speisegaststätte neu eröffnet. Die ehemals zugehörigen Weingärten an der Godesberger Straße wurden Bauland. 1979 erfolgte nach zwischenzeitlichem Leerstand eine umfassende Renovierung des Anwesens. Von 1981 bis Ende der 1980er-Jahre diente es als Ausstellungslokal des Galeristen Hermann Wünsche, in dem unter anderem der US-amerikanische Künstler Andy Warhol ausstellte. Heute wird der Bredershof wieder als Gaststätte mit Innen- und Außengastronomie genutzt.
Die Eintragung des Bredershofs in die Denkmalliste der Stadt Königswinter erfolgte am 3. Oktober 1989.

## Architektur
Zum Bredershof gehört ein zweigeschossiges Wohnhaus, ein seit Ende des 19. Jahrhunderts zum Teil verputzter Bruchsteinbau mit Fachwerk im Obergeschoss und hohem Walmdach. Rückwärtig befinden sich einraumtiefe Winkelanbauten. Die seitlichen Fenster erfuhren im 18. Jahrhundert eine Vergrößerung. Der Bredershof umfasst auch weitere Gebäude, die sich um einen Hof mit altem Baumbestand gruppieren: ein Kelterhaus, ein Fachwerkbau aus der Nachkriegszeit sowie ein neueres Torhaus. Das Kelterhaus enthält einen T-förmigen Gewölbekeller und ist zum Teil mit seiner ursprünglichen Ausstattung erhalten.